# L'Aiguillon-sur-Vie
L'Aiguillon-sur-Vie és un municipi francès situat al departament de Vendée i a la regió de País del Loira. L'any 2019 tenia 2024 habitants. Pertany a la mancomunitat Pays de Saint-Gilles-Croix-de-Vie.

## Demografia
El 2007 tenia 1.580 habitants. Hi havia 688 famílies de les quals 200 eren unipersonals. El 2007 hi havia 1.128 habitatges, 706 l'habitatges principals, 398 eren segones residències i 24 estaven.

## Economia
El 2007 la població en edat de treballar era de 945 persones de les quals 679 eren actives.
El 2007, a més de les granges, hi havia 68 empreses, principalement de serveis de proximitat. L'any 2000 hi havia 31 explotacions agrícoles que conreaven un total de 1.962 hectàrees.